# Patrick O'Brian
Patrick O'Brian (Chalfont St Peter, 12 de dezembro de 1914 - Dublin, 2 de janeiro de 2000; nome de batismo Richard Patrick Russ) foi um escritor e tradutor inglês, mais conhecido pela sua série Aubrey-Maturin sobre a Marinha Real Britânica durante as guerras Napoleônicas e centrada na amizade entre o capitão Jack Aubrey e o médico, naturalista e espião Stephen Maturin. Os vinte livros da série são notáveis pelos detalhes de uma vida naval no século XIX e a sua fidelidade histórica.
Na década de 1950, O'Brian escreveu dois livros baseado em um jovem grupo, The Golden Ocean e The Unknown Shore baseado em eventos da circum-navegação de George Anson de 1740 a 1743. Embora tenha escrito muitos anos antes da série Aubrey-Maturin, os antecedentes literários de Aubrey e Maturin podem ser claramente observados no caráter dos personagens de Jack Byron e Tobias Barrow.
O'Brian publicou diversos livros e histórias sob o nome de Richard Patrick Russ, é notável, Caesar and Hussein: an Entertainment, publicada quando ele tinha 21 anos. Richard Patrick Russ mudou seu nome legalmente para Richard O'Brian em 1945, abandonando a sua reputação de escritor já construída sobre seu nome.
A notícia de que O'Brian nasceu na Irlanda foi revelada em 1998 quando jornalistas britânicos descobriram que ele, na verdade, nasceu em Chalfont St. Peter, Buckinghamshire, que ele não seria católico, e que ele era filho de um descendente de alemão e uma mãe inglesa. A vida de O'Brian por Dean King, Patrick O'Brian: A Life Revealed, documenta a personalidade e a vida de um enigmático homem de letras.
O filme de Peter Weir, Master and Commander: The Far Side of the World (Mestre dos Mares: O Lado Mais Distante do Mundo, 2003) foi baseada nas aventuras da série Aubrey-Maturin, e teve uma base em todas as histórias da séries.

### A Série Aubrey-Maturin
Veja o artigo Série Aubrey-Maturin.

### Ficção
- Caesar (1930 (seu primeiro livro)
- Hussein (1938)
- Testimonies (1952)
- The Road to Samarkand (1954)
- The Golden Ocean (1956)
- The Unknown Shore (1959)
- Richard Temple (1962)
- The Rendezvous and other stories

### Não-ficção
- Men-of-War: Life in Nelson's Navy (1974)
- Picasso (1976; originalmente intitulado Pablo Ruiz Picasso)
- Joseph Banks: A Life (1987)